# Lacetans
Els lacetans (llatí: Lacetani, grec antic: Λακετανοί) eren la tribu ibèrica que habitava a l'est de la Tarraconense. El consens historiogràfic és que habitaven a la Catalunya central, a la conca de l'Anoia, el curs mitjà del Llobregat i l'actual comarca de la Segarra, però hi ha hagut força controvèrsia entorn de la seva existència, atès que no apareixen documentats epigràficament i en els textos sovint es confonen amb els laietans i els iacetans, amb nombroses variants textuals que fan difícil d'establir el corpus de mencions als lacetans.